# Tibellus vosseleri
Tibellus vosseleri es una especie de araña cangrejo del género Tibellus, familia Philodromidae. Fue descrita científicamente por Strand en 1906.

## Distribución
Esta especie se encuentra en Argelia.